# Доходный дом М. И. Лопатина
Дом М. И. Лопатина (Невский, 100) — историческое четырёхэтажное здание в центральной части Санкт-Петербурга, построено в 1866—1867 годах для купца 1-й гильдии М. И. Лопатина по проекту известного архитектора М. А. Макарова. Находится на пересечении Невского проспекта с улицей Марата. В 1907 году во дворе дома было возведено оригинальное здание круговой панорамы «Голгофа» (в дальнейшем «Колизей»), которое в разные годы служило также скейтинг-рингом, кинотеатром и даже церковью для протестантского прихода. Оба здания расположены по одному адресу. В советские годы на Доме Лопатина над аркой центрального фасада было установлено несколько больших вывесок с надписью «Колизей», именно поэтому среди ленинградцев Невский 100 стал ассоциироваться со зданием кинотеатра.
В начале XXI века здание вошло в список выявленных памятников градостроительства и архитектуры. В конце 2024 года дом Лопатина стал объектом культурного наследия регионального значения.
В 2011 году здание активно обсуждалось в новостях в свете необычной политической акции. На большом рекламном баннере, который ранее располагался над входом в парадную, была размещена надпись «Валя отвали». Активисты, её разместившие, адресовали сообщение губернатору Валентине Матвиенко, которая возглавляла город с 2003 года и успела прославиться в Санкт-Петербурге своими неоднозначными инициативами.
Одно из немногих зданий центра Санкт-Петербурга получивших полную детализацию на схеме сервиса Яндекс-карты.

## Архитектура

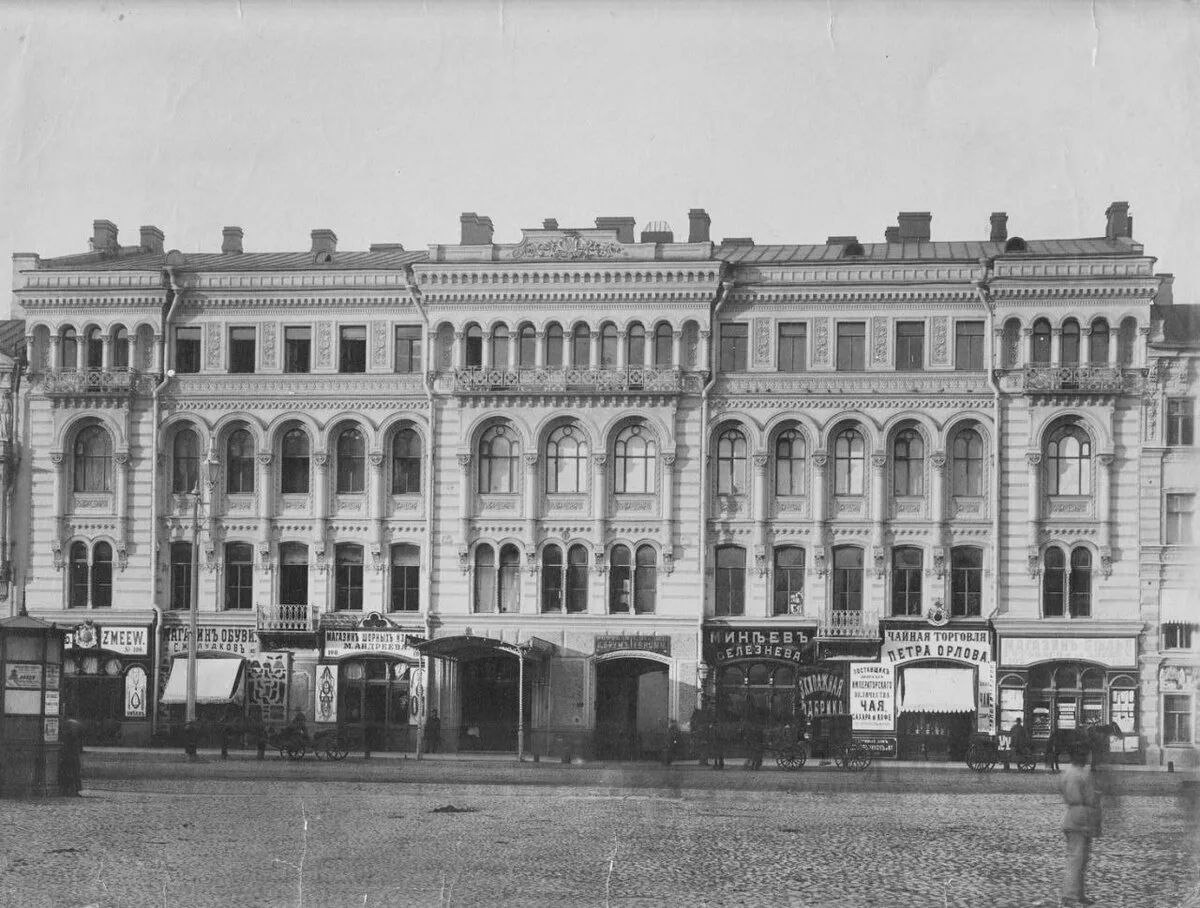
Дом М. И. Лопатина. 1886

Здание по адресу Невский проспект, 100 — один первых крупных заказов для молодого архитектора Макарова и получил он его по знакомству с заказчиком. Проект, утвержденный 7 апреля 1866 года, был оформлен в очень популярном тогда неороманском стиле. Романтические мотивы, которые обычно использовались в храмовой архитектуре, ассоциировались со средневековьем и превращали доходный дом в замок. Здание отличается редким для той эпохи разнообразием окон — шесть типов, не считая витрин. Главным элементом стала «висячая» аркада третьего этажа. В декоре помимо романского, прослеживаются ноты византийской и древнерусской архитектуры. Изначально фасад имел более богатый лепной декор, характерный для Макарова, и металлический навес перед входом в парадную (ныне утрачены).

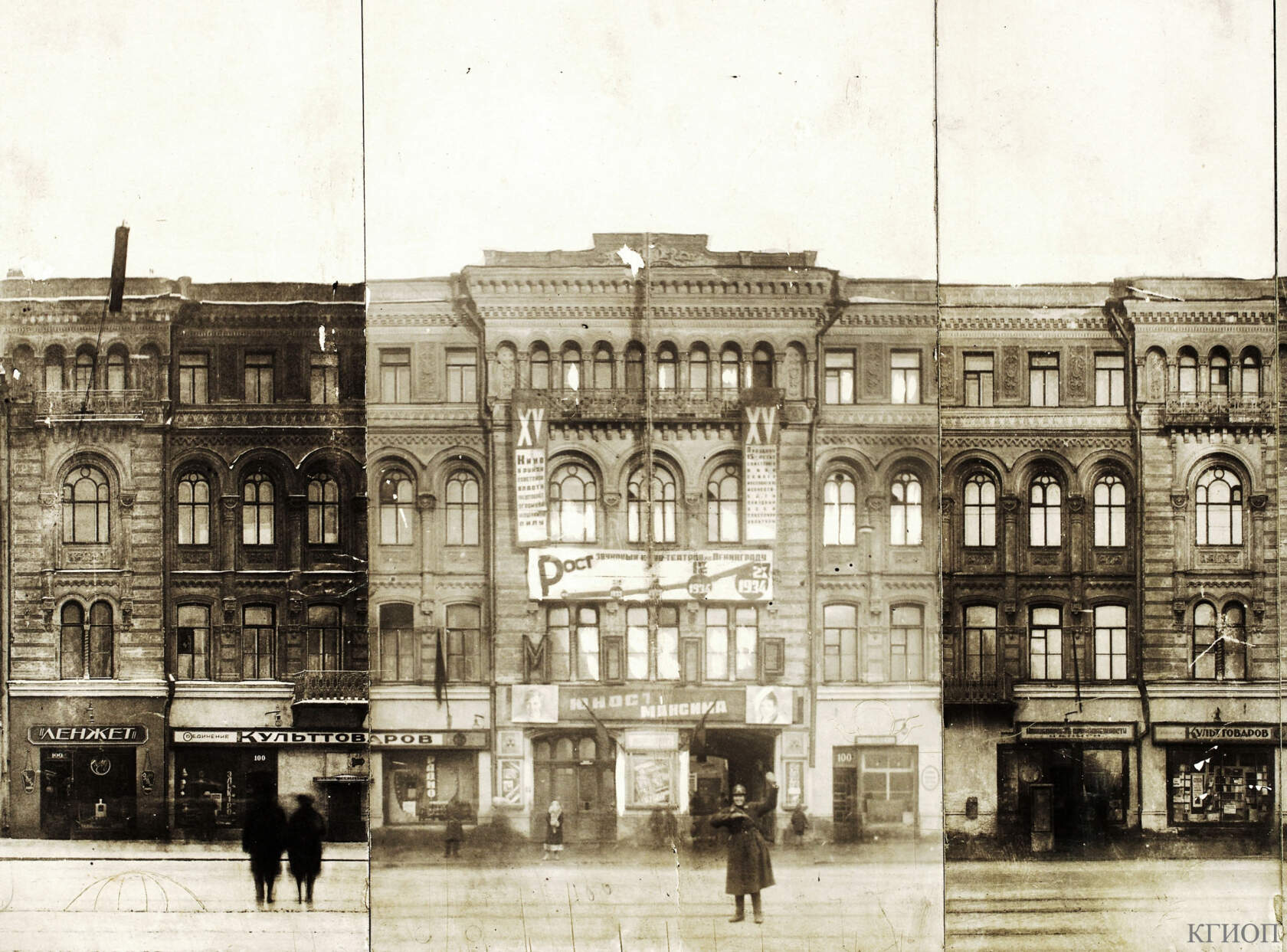
Невский 100 в 1935 году

Интерьер парадной лестницы оформлен в стиле Людовика XVI с примесью рококо. При входе в парадную на первом этаже среди декоративной лепнины сохранились инициалы владельца здания «МЛ» — Михаил Лопатин.
В 2022 году по инициативе отеля, расположенного в здании, парадная была полностью отреставрирована.

Здание расположено на «солнечной стороне» Невского проспекта. Эта сторона улицы смотрит точно на юг, а значит, солнечный свет попадает в окна фасада здания на протяжении всего светового дня.

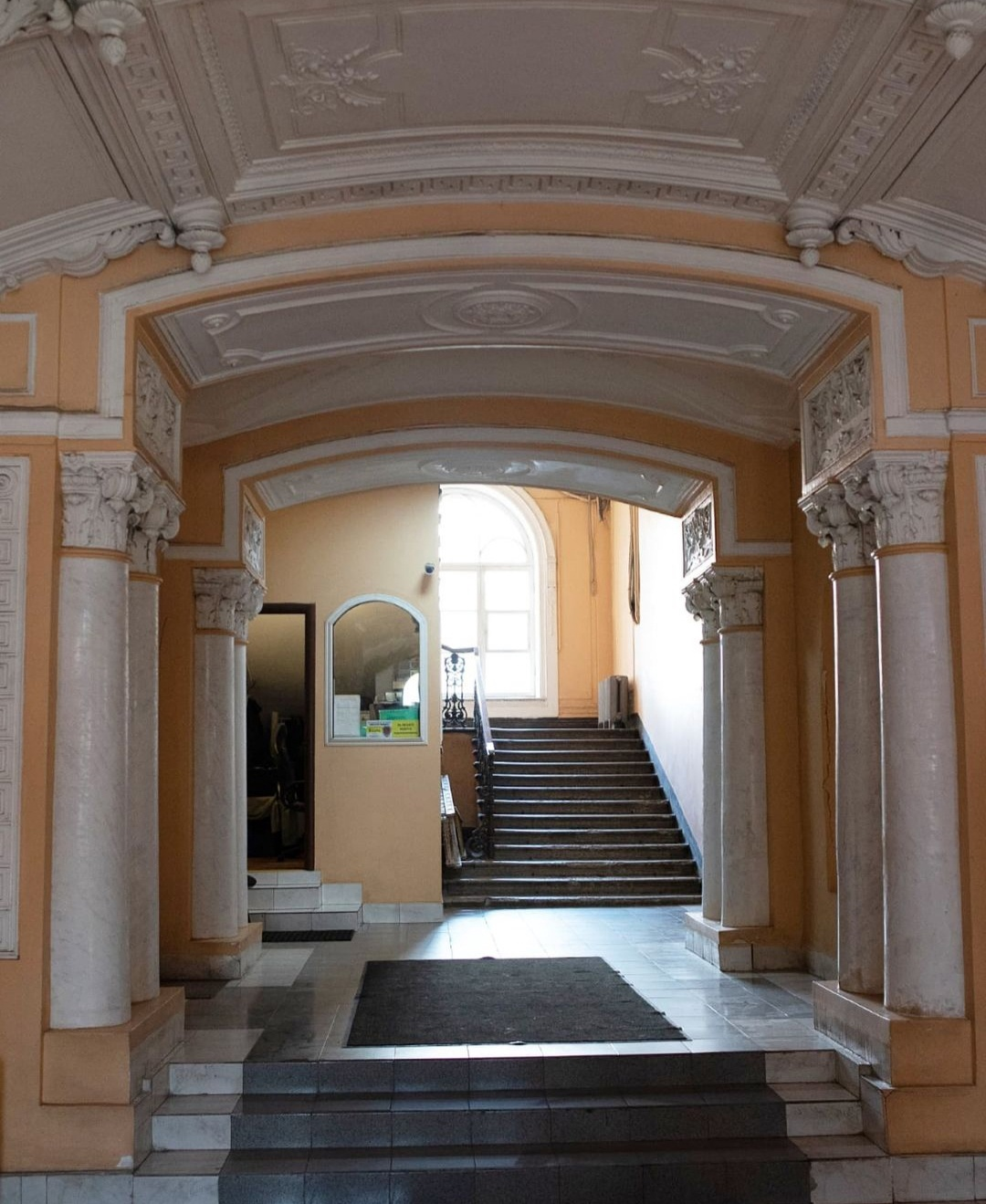
Вход в парадную Невский, 100
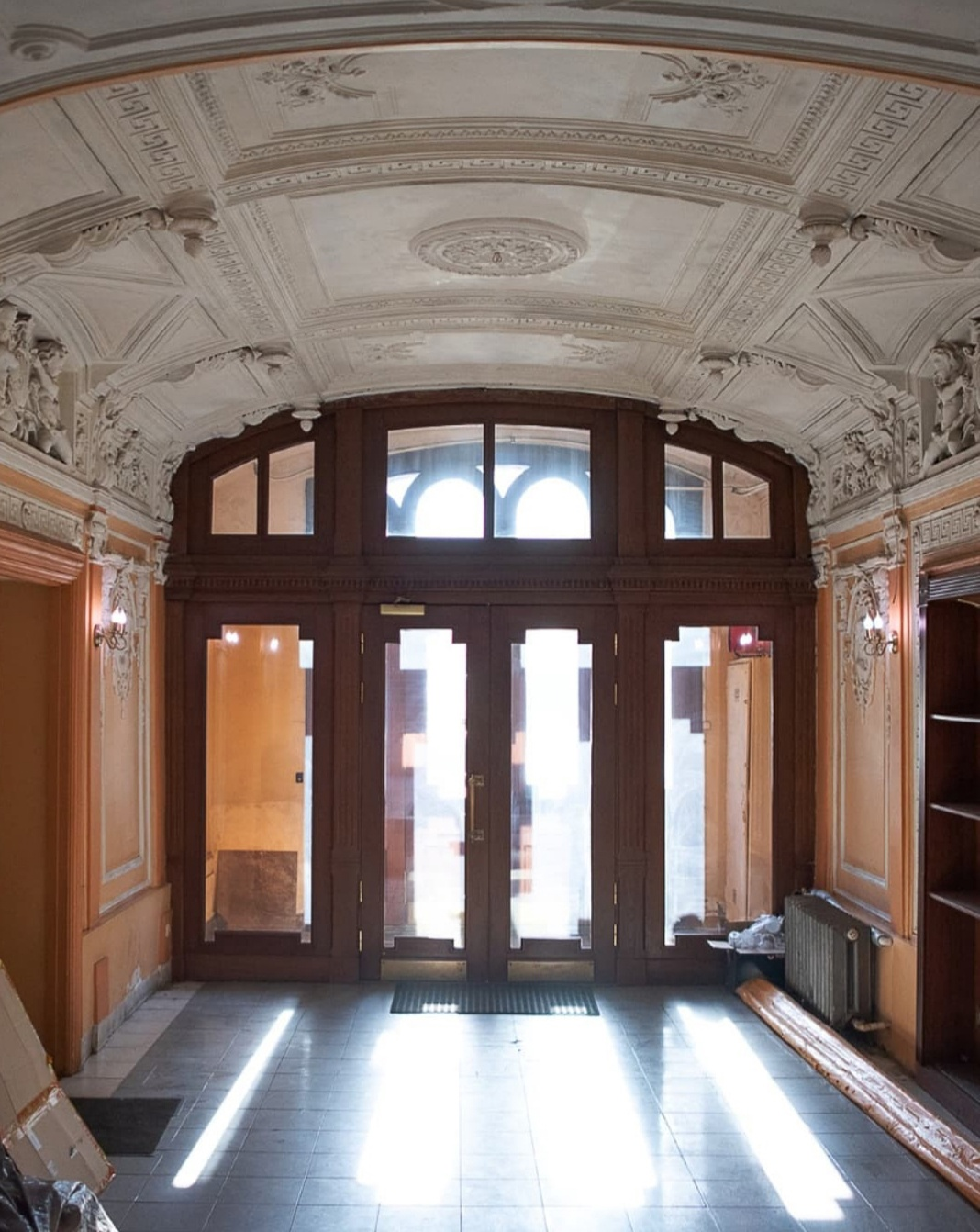
Вход в парадную
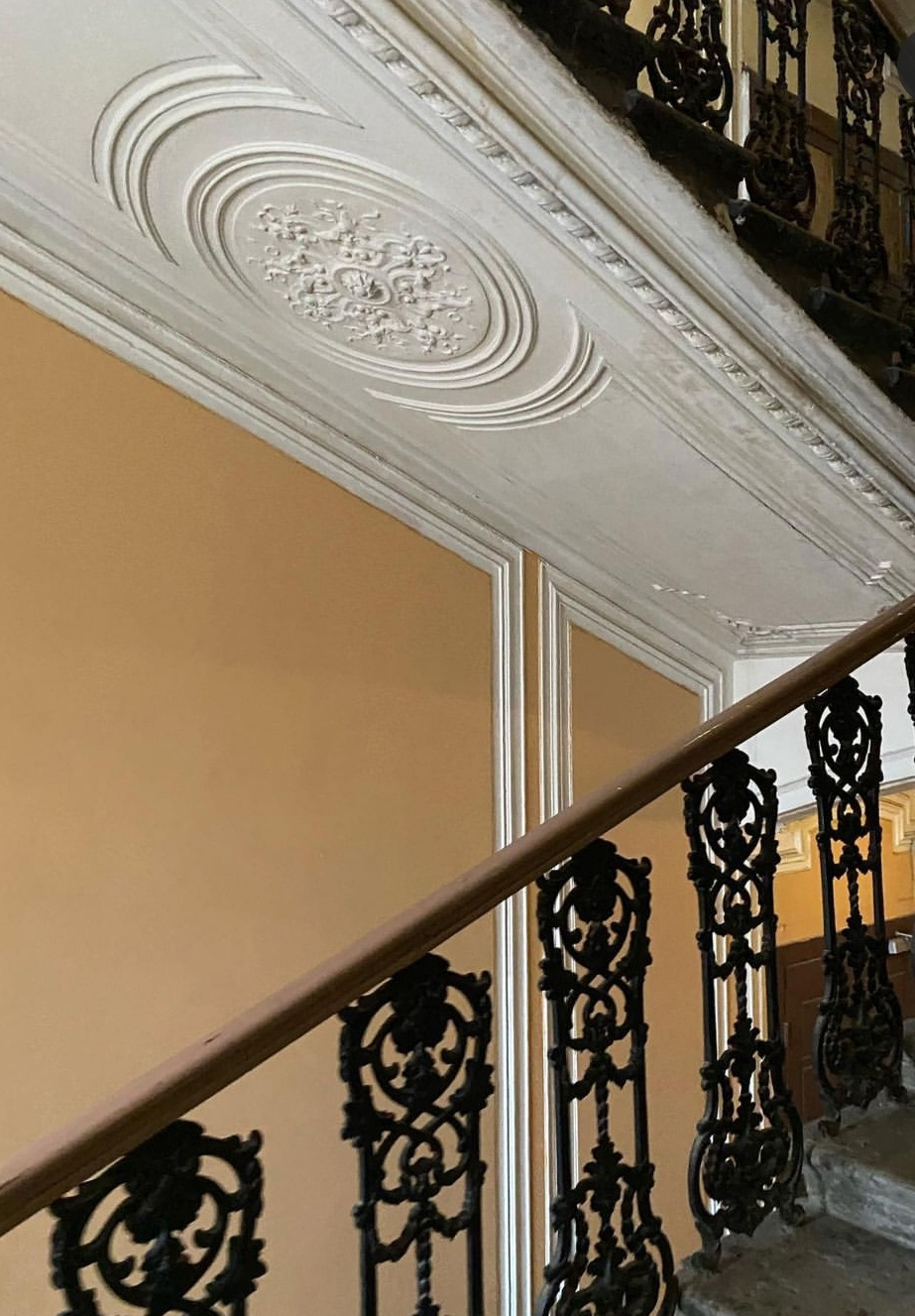
Лестница парадной

На стыке с соседними зданиями (Невский проспект, 102 и 98) сооружены редкие для Петербурга «световые дворы-колодцы», которые не имеют входа с улицы. До появления электричества использовался для освещения комнат нижних этажей, чьи окна не выходили на улицу и где, как правило, проживала прислуга. Также в таких «дворах-колодцах» хранили дрова и сушили белье.

## История
Изначально на участке, принадлежавшем купцам Лопатиным, располагалось несколько двухэтажных построек, которые использовались в том числе для обслуживания городского извоза — основного вида деятельности семьи. После строительства Николаевского вокзала (ныне Московского) Лопатины стали получать заметную прибыль от перевоза грузов по городу. Так железнодорожный бум середины XIX века позволил наследнику Михаилу Ивановичу Лопатину вложить деньги в строительство доходного дома. Первый этаж здания был полностью занят лавками и магазинами, второй и третий отводились для долгосрочного найма, а на четвёртом располагались меблированные комнаты (аналоги современных отелей или апартаментов). Более ста лет с четвёртого этажа помимо вида на пересечение с Николаевской улицей (ныне улица Марата) открывался вид на купола одного из самых красивых соборов центра Петербурга — Троицкую церковь (ныне утрачена).

## Известные жители
- Анаталий Федорович Кони — с 1895 по 1907 гг. по этому адресу снимал квартиру известный российский юрист, общественный и государственный деятель Анатолий Кони, известный оправдательным приговором Вере Засулич, а также ведением дел о крушении императорского поезда и о гибели в 1894 году парохода «Владимир».
- Юлия Денисовна Засецкая — дочь знаменитого русского поэта времен Отечественной войны 1812 года — Дениса Давыдова, основательница первой петербургской и российской ночлежки, ярая сторонница протестантизма и переводчица религиозной литературы. Данный адрес Юлии Денисовны указан как почтовый в записной книжке Федора Михайловича Достоевского[5]. Засецкая была корреспондентом писателя. Здесь он навещал свою противницу в полемических религиозных спорах.
- Арвид Фёдорович Кюн — русский художник конца XIX — начала XX веков. Проживал и работал в этом доме. Картины находятся в частных собраниях и государственных музеях России[6].
- Осип Мандельштам. В здании будущий поэт останавливался всего на несколько дней и будучи совсем ребёнком. 19 ноября 1894 года семья Мандельштамов, переезжая из Павловска в Петербург, снимет квартиру на четвёртом этаже шикарного меблированного дома. Отец поэта ставил условием вид на весь Невский проспект, чтобы увидеть, как повезут с вокзала гроб с телом умершего на юге Александра III. Именно похороны царя и подоконник окна станут первыми детскими воспоминаниями поэта[7].
- Павел Васильевич Алиш (Фридрих Вильгельм Пауль) — выдающийся российский архитектор (конец XIX — начало XX вв) немецкого происхождения, работавший в неовизантийском и промышленном (кирпичном) стиле. Автор промышленной застройки города Нарва, в частности знаменитой Кренгольмской текстильной мануфактуры. Проживал по данному адресу в 1905—1909 гг.
- Макс Абрамович Блох — советский химик, историк химии, популяризатор науки. Профессор Петроградского-Ленинградского университета. В 1920-е гг. сотрудником Госплана СССР. В 1932—1933 г. — профессор ЛГПИ им. Герцена, в 1938—1941 гг. в Ленинградской академии легкой промышленности. Член Немецкого общества истории фармации, Американского химического общества. Данный адрес значится как почтовый в переписке с основоположником квантовой физики Максом Планком[8].
- Ганс Гансович Тамми — финноязычный театральный режиссёр, работавший в Канаде и Советском Союзе. Переехал в СССР, вдохновившись идеями создания «Красной Финляндии». В 1930-х возглавил финский театр в Ленинграде. В ходе сталинских репрессий труппа театра попала в немилость советской власти, была обвинена в «протаскивании» буржуазных националистических пьес и клевете на Советский Союз. 12 из 14 актёров были арестованы и расстреляны[9]. В их числе Ганс Тамми и его жена Ольга Тамми, которых чёрный воронок увез из квартиры № 1[10].

## Отель «Lopatin Невский 100»
На втором и четвёртом этажах исторического здания расположен трёхзвёздочный отель, названный в честь дореволюционного хозяина здания. Номера находятся в тех помещениях, в которых ранее располагались меблированные комнаты. Большинство окон и балконов четвёртого этажа смотрят на Невский проспект и из них открывается удивительная панорама на весь Невский проспект от площади Восстания до самого Адмиралтейства. Окна остальных номеров смотрят на концертный зал «Колизей» или в световой двор-колодец.